# Today (pořad, NBC)
Today je americký ranní televizní pořad, vysílaný na stanici NBC. Premiéru měl 14. ledna 1952 a stal se prvním pořadem svého žánru na světě. Patří také k nejdéle vysílaným pořadům v americké televizi.